# Myadarnal, Lingsugur
Myadarnal là một làng thuộc tehsil Lingsugur, huyện Raichur, bang Karnataka, Ấn Độ.